# Aero Contractors (Nigeria)
Aero Contractors – nigeryjska linie lotnicza z siedzibą w Lagos. Głównym węzłem jest port lotniczy Lagos.